# Saint Vitus
Saint Vitus – amerykański zespół grający doom metal, założony w 1979 roku. Uważany jest obok m.in. Candlemass, Pentagram i Trouble za prekursorów tego gatunku.
Muzykę zespołu charakteryzuje przewaga wolnych i średnich temp, depresyjny, pesymistyczny nastrój i psychodeliczny styl wokalny. Podobnie jak pozostali prekursorzy gatunku Saint Vitus nawiązywał w swej twórczości i inspirował się wczesną muzyką zespołu Black Sabbath.

## Muzycy
- Scott Reagers (wokal) 1979-1986, 1995
- Scott Weinrich (wokal i gitara) 1986-1991
- Dave Chandler (gitara]) 1979-1995
- Mark Adams (bas) 1979-1995
- Armando Acosta (perkusja) 1979-1995
- Christian Lindersson (wokal) 1992-1995

## Dyskografia

### Albumy studyjne
- Saint Vitus CD/LP (SST Records 1984)
- Hallow's Victim LP (SST Records 1985)
- Born Too Late LP (SST Records 1987)
- Mournful Cries CD/LP (SST Records 1988)
- V CD/LP (Hellhound Records 1989)
- Live CD/LP (Hellhound Records 1990)
- C.O.D. CD/LP (Hellhound Records 1993)
- Die Healing CD (Hellhound Records 1995)
- Lillie: F-65 CD/CD+DVD/LP (Season of Mist 2012)
- Saint Vitus CD (Season of Mist 2019)

### Single/EP
- "War Is Our Destiny" 7"/12" promo (SST Records 1985)
- The Walking Dead 12" EP (SST Records 1985)
- Thirsty and Miserable 12" EP (SST Records 1987)
- Blessed Night CD singiel (Season of Mist 2012)

### Kompilacje/Reedycje
- Born Too Late/Thirsty And Miserable CD (SST Records 1990)
- Heavier Than Thou CD (Compilation) (SST Records 1991)
- V CD/LP (Southern Lord Records 2004)
- Live CD/LP (Southern Lord Records 2005)